# Billo Barber
Billu Barber – indyjska komedia z Irfanem Khanem i Larą Dutta w rolach głównych. Gościnnie występuje Shahrukh Khan, będący producentem filmu. Premiera - zapowiedziana na październik 2008 roku - ostatecznie została ustalona na dzień 13 lutego 2009. Reżyseria - Priyadarshan, autor Hera Pheri. W rolach drugoplanowych Om Puri, Rajpal Yadav i Govardhan Asrani, gościnnie wystąpią Kareena Kapoor, Priyanka Chopra i Deepika Padukone. Film jest remakiem filmu Katha Parayumpol w języku malajalam i ma też swoją wersję w tamilskim (Kuselan z Pasupathy i Rajinikanthem). Tematem tego filmu jest historia życiowego nieudacznika, dobrego i uczciwego fryzjera Billu, z trudem walczącego o utrzymanie swojej rodziny. Jego życie zmienia się, gdy w wiosce zaczynają kręcić film i pojawia się sławny aktor, z którym Billu się w dzieciństwie przyjaźnił.

## Fabuła
Bilas Pardesi, fryzjer zwany Billu (Irfan Khan) z trudem przedziera się przez życie. W swoim czasie poślubiając Bindyę, dziewczynę innego wyznania (Lara Dutta) rzucił wyzwanie swojej wspólnocie. Musiał uciekać. Dziś bez oparcia w rodzinie daremnie błaga o pożyczkę próbując utrzymać się w odziedziczonym po ojcu fachu. Jego zakład się sypie. Strzyżeni klienci ledwie widzą siebie w marnym lustrze. Fotel pod nimi grozi załamaniem, a kwitnąca konkurencja odbiera mu ostatnich klientów. Billu jest bezsilny, zrozpaczony. Rodzinie zaczyna brakować pieniędzy na życie. Dyrektorka kolejny raz nie doczekawszy się opłat za naukę, wyrzuca jego dzieci ze szkoły. Znikąd pomocy. W tym czasie jego wioska Budubudh staje się plenerem dla filmu. Pojawia się w niej megagwiazda indyjskiego kina - Sahir Khan (Shah Rukh Khan). Mieszkańców ogarnia szał. Wszędzie portrety sławy. Każdy chce być jak najbliżej jego. Dotknąć go, zagadnąć do niego, poczuć na sobie jego spojrzenie. Pogrzać się w świetle cudzej sławy. Billu, który w dzieciństwie przyjaźnił się z Sahirem, staje się przedmiotem zazdrości sąsiadów. Każdy oczekuje zysków ze znajomości z Billu, przyjacielem gwiazdy. Szkoła gotowa jest zapłacić czesne za jego dzieci w zamian za spotkanie z Sahirem. Lokalny lichwiarz (Om Puri) sam się narzuca z wyposażeniem zakładu fryzjerskiego Billu. Ludzie walą drzwiami i oknem nagle spragnieni strzyżenia przez przyjaciela gwiazdy. Oczekiwania rosną, ale Billu nie chce ich spełnić. Obawia się, że Sahir może go nawet nie rozpoznać. Unika spotkania, a przymuszany do niego, spotyka się z upokorzeniem ze strony ludzi chroniących Sahira. Z dnia na dzień Billu w oczach sąsiadów staje się z bohatera wyśmiewanym oszustem. Do momentu, gdy na spotkaniu z dziećmi sławny aktor wspominając swoje dzieciństwo ze łzami opowiada o daremnie poszukiwanym przyjacielu z dzieciństwa Billu.

## Obsada
- Irfan Khan ... Billu Barber
- Lara Dutta ... Bindiya - żona Billu
- Shahrukh Khan ... Sahir Khan - Superstar
- Om Puri ... Damchand
- Paresh Rawal ...
- Rajpal Yadav ... Jhallan Kumar
- Manoj Joshi ... Damodar Dubey
- Govardhan Asrani ... Nobat Chacha
- Jagdish ... Madan
- Rasika Joshi ... Mrs Gahalot
- Kareena Kapoor ... gościnnie w piosence
- Deepika Padukone ... gościnnie w piosence
- Priyanka Chopra ... gościnnie w piosence

## Muzyka
Muzykę do filmu skomponował Pritam Chakraborty, autor muzyki do Jab We Met, Life in a... Metro, Woh Lamhe, Hattrick, Just Married, Bas Ek Pal,  Pyaar Ke Side Effects, Dhoom, Naksha, Dhoom 2, Apna Sapna Money Money, Garam Masala, Chocolate, Dhan Dhana Dhan Goal, Król z przypadku, czy Bhagam Bhag.

## Produkcja filmu
Pierwotnie propozycje ról otrzymali od Priyadarshana Irfan Khan, Akshay Kumar i Tabu, ale Kumara film nie zainteresował, a Tabu odrzuciła rolę, bo nie chciała pracować razem z Irfan Khanem. Reżyser zaproponował rolę odrzuconą przez Akshay Kumara Shah Rukh Khanowi, a nieprzyjętą przez Tabu Amishy Patel Wkrótce Amisha Patel zrezygnowała z roli i podano, że zagra ją Juhi Chawla W kwietniu 2008 zdecydowano, że rolę żony Barbera zagra ostatecznie Lara Dutta. Według słów Shah Rukh Khana "film jest słodką historią przyjaźni... zupełnie podobnej do więzi, która łączyła Krysznę i Sudamę", (Mahabharata).